# Terrified (Evil never sleeps)
Terrified (Evil never sleeps) es una película estadounidense dirigida por James Merendino.

## Argumento
A Olive todo el mundo la toma por una paranoica que no pudo superar el suicidio de su marido tras matar a su amante. Ahora ella se siente perseguida y acosada, pero ni la policía ni sus amigos la toman en serio.

## Ficha Artística
- Heather Graham - Olive
- Lisa Zane - Pearl
- Paul Herman - Toughguy
- Rustam Branaman - Detective Conrad
- Kane Picoy - Kirk
- Jason Cairns - Reno (acreditado como J. C. Cairns)
- Max Perlich - Chad
- Balthazar Getty - Amigo de Chad

## Curiosidades
- La película se llamaba originalmente "Toughguy", pero en Reino Unido fue retitulada como "Terrified" y para su edición en DVD fue otra vez retitulada "Evil never sleep".

- Datos: Q6143281